# Mictomerus
Mictomeridae
Famille
Genre
Mictomerus est le seul genre de Mictomeridae, une famille de Myriapodes de la classe fossile des Euthycarcinoidea.

## Présentation
Ce genre est décrit à partir de lithofaciès cambriens intertidaux au Québec. Ces arthropodes étaient préservés ventralement dans le grès en position de vie et en trois dimensions, ce qui a permis une caractérisation détaillée des morphologies des membres, des labrums et d'autres organes comme les yeux. 
Mictomerus melochevillensis est le premier arthropode non trilobite connu du groupe de Potsdam du Cambrien moyen-Furongien du Québec. M. melochevillensis est grand, mesurant 8 à 10 cm de long, avec jusqu'à onze paires de membres bien préservés. Mictomerus macnaughtoni et M. melochevillensis diffèrent substantiellement des euthycarcinoïdes précédemment connus dans la morphologie des membres et représentent les plus anciens représentants connus du groupe. M. melochevillensis et M. macnaughtoni possèdent tous deux des morphologies qui sont cohérentes avec les abondantes pistes de Diplichnites et Protichnites subaériennes et subaquatiques connues dans ces unités, ce qui suggère qu'il s'agit peut-être des plus anciens animaux terrestres.

## Liste des espèces
Selon Collette & Hagadorn, 2010 :
- Mictomerus melochevillensis Collette & Hagadorn, 2010 †
- Mictomerus macnaughtoni Collette & Hagadorn, 2010 †

## Systématique
Le nom scientifique de ce genre est Mictomerus, choisi par Joseph H. Collette et James W. Hagadorn en 2010,,.